# Вайсхорн
Вайсхорн (на немски Weisshorn - името означава „белия връх“) се нарича планински масив в Пенинските Алпи, разположен на север от централното алпийско било, тоест изцяло в Швейцария. Той е сред най-високите швейцарски масиви, тъй като достига до 4506 м. надморска височина. Ориентиран е от юг на север, започвайки от района на Матерхорн (по-точно от връх Дан Бланш - Dent Blanche) и достигайки чак до река Рона. Това прави дължина на билото около 40 км, а най-високият връх - със същото име като масива - се намира приблизително по средата. От изток е ограден от дълбоката долина Анивие, от запад - от също така дълбоката долина Матертал. От връх Вайсхорн тръгва река Туртмантал, която разделя масива на два отделни хребета. Срещу него на запад се издига друг именит масив - Мишабел, чийто връх Дом с малко изпреварва Вайсхорн. Дълбоко между тях остава селото Ранда, а наблизо е и известното куруртно градче Цермат.
Връх Вайсхорн има форма на триъгълна пирамида и то доста правилна. Трите ръба се спускат под сравнително прави линии на север, юг и изток. От върха билото продължава на север и достига до връх Бархорн (3610 м), а след това до Шварцхорн (3201 м). Той е последният по-забележителен връх преди стръмното спускане към Рона.
Три ледника са останали в масива - Туртман (5 км) и Брунег, които се намират между Вайсхорн и Бархорн от западната страна на билото; и Моминг, разположен между Вайсхорн и Дан Бланш.
Връх Вайсхорн е покорен за първи път на 19 август 1861 г. от ирландския физик Джон Тиндал. Днес изкачването се смята за не по-малко трудно и дълго от това на Матерхорн. Традиционният маршрут е същият, по който е преминал Тиндал - от Ранда по източния ръб. Опасностите не са малко заради стръмните склонове, покрити с лед и сняг. Отнема два или три дни и въпреки това всяка година десетки ентусиасти се заемат с това предизвикателство.